# 井上高格
井上高格（日语：／ Inoue Takanori / Kōkaku，1831年7月19日—1893年4月24日）是日本的政治家、初代德島市長、德島藩士。阿波国德島（今德島縣德島市大岡本町·渭北地区）出身。玄孫為歌手井上真紀。

## 經歷
井上高格出生於1831年，是德島藩士井上高超的嫡長子。繼承家督地位後，擔任德島藩的目付一職。不久在京都結交長州藩士，參加了尊王攘夷運動。後返回德島，效力於第14代藩主蜂須賀茂韶門下。
1871年獲提拔為德島縣大参事。1874年與一坂俊太郎（後來亦任德島市長）共同組建推廣自由民權運動的組織「自助社」並擔任代表。
1889年就任初代德島市長。於1890年的第1屆眾議院議員總選舉中当選，但在翌年的第2屆總選舉中落選。
1928年獲追贈從五位。

## 脚注
1. 衆議院・参議院『議会制度百年史 衆議院議員名鑑』大蔵省印刷局，1990年（平成2年）12月。
2. ↑  .   [2023-04-09]. （原始内容存档于2007-05-05）.
3. ↑  田尻佐 編『贈位諸賢伝 増補版 上』（近藤出版社、1975年）特旨贈位年表 p.57

| 官衔     | 官衔                       | 官衔            |
| -------- | -------------------------- | --------------- |
| 前任： - | 徳島市長 初代：1889 - 1890 | 繼任： 坂部广织 |